# Chenal des Orques
Chenal des Orques är ett sund i Antarktis. Det ligger i Östantarktis. Frankrike gör anspråk på området.